# Kaarmise järv
Kaarmise järv (est. Kaarmise järv) – jezioro w gminie Kaarma w prowincji Saare w Estonii. Położone jest na północ od miejscowości Kaarmise. Ma powierzchnię 11,4 hektarów, maksymalną głębokość 0,6 m.
Brzegi jeziora są zróżnicowane od strony północnej głównie bagienna, z pozostałych piaszczyste, porośnięte lasem. Jezioro jest w większej części zarośnięte. Szata roślinna jest bardzo bogata, występują w nim 22 gatunki, między innymi objęta ścisłą ochroną rdestnica błyszcząca.